# Mesoleptus agilis
Mesoleptus agilis är en stekelart som först beskrevs av Forster 1876.  Mesoleptus agilis ingår i släktet Mesoleptus och familjen brokparasitsteklar. Inga underarter finns listade i Catalogue of Life.